# Flèche wallonne 2019
Cet article concerne la compétition masculine. Pour la compétition féminine, voir Flèche wallonne féminine 2019.
La Flèche wallonne 2019 est la 83e édition de cette course cycliste masculine sur route. Elle a lieu le 24 avril 2019 dans la province de Liège, en Belgique, et fait partie du calendrier UCI World Tour 2019 en catégorie 1.UWT.

## Présentation
La Flèche wallonne connaît en 2019 sa 83e édition. Créée en 1936 par le journal Les Sports, elle est organisée depuis 1993 par Amaury Sport Organisation (ASO), ancienne Société du Tour de France.

### Parcours

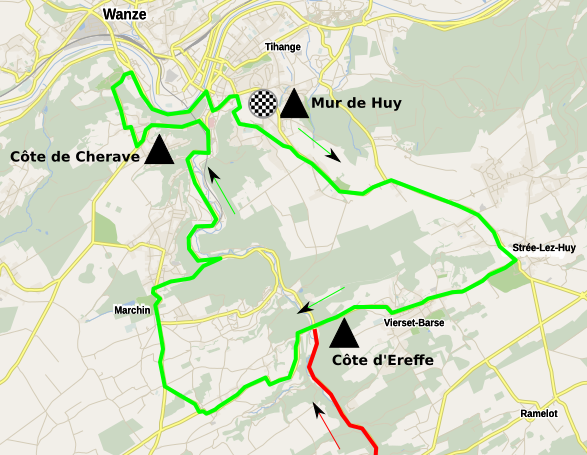
Circuit final de la course

Le départ est donné à Ans et l'arrivée est jugée au sommet du mur de Huy, après 195,5 km de course. Depuis Ans, le peloton se dirige brièvement vers le nord avant de tourner vers le sud puis vers l'ouest, en contournant les bords de Liège. Avant l'arrivée sur le circuit, les coureurs doivent franchir la côte de la Tancrémont au kilomètre 47 et la côte des Forges, 11 kilomètres plus tard. Le peloton entre sur le circuit final avec 77 kilomètres encore à parcourir. Le circuit est modifié par rapport aux années précédentes. Pour cette année, une montée supplémentaire des Côte d'Ereffe et de Cherave sont insérée dans le circuit final, ce qui signifie que, avec le Mur de Huy, elles sont toutes les trois escaladées à trois reprises. Cela signifie un total de neuf montées dans les 77 derniers kilomètres, augmentant la difficulté de l'épreuve.
Onze côtes sont répertoriées pour cette édition :
| Num | Nom                | km    | Longueur (m) | Pente moyenne | km de l'arrivée |
| --- | ------------------ | ----- | ------------ | ------------- | --------------- |
| 1   | Côte de Tancrémont | 47    |              |               |                 |
| 2   | Côte des Forges    | 58    |              |               |                 |
| 3   | Côte d'Ereffe      | 121   | 2 100        | 5 %           |                 |
| 4   | Côte de Cherave    | 129   | 1 300        | 8,1 %         |                 |
| 5   | Mur de Huy         | 139   | 1 300        | 9,6 %         |                 |
| 6   | Côte d'Ereffe      | 150,5 | 2 100        | 5 %           |                 |
| 7   | Côte de Cherave    | 161   | 1 300        | 8,1 %         |                 |
| 8   | Mur de Huy         | 166,5 | 1 300        | 9,6 %         |                 |
| 9   | Côte d'Ereffe      | 179,5 | 2 100        | 5 %           |                 |
| 10  | Côte de Cherave    | 190   | 1 300        | 8,1 %         |                 |
| 11  | Mur de Huy         | 195,5 | 1 300        | 9,6 %         | 0               |

### Favoris
Le quintuple vainqueur de l'épreuve Alejandro Valverde (Movistar) et le tenant du titre Julian Alaphilippe (Deceuninck-QuickStep) sont les deux favoris de la course. Les principaux prétendants sont Jakob Fuglsang (Astana), Dan Martin (UAE Team Emirates), Michał Kwiatkowski (Team Sky), Simon Clarke et Michael Woods (EF Education First), Michael Matthews (Team Sunweb) et Adam Yates (Mitchelton-Scott). 
À domicile, les meilleures chances belges sont représentées par Dylan Teuns (Bahreïn-Merida), ainsi que le trio de Lotto Soudal : Tim Wellens, Jelle Vanendert et Bjorg Lambrecht.
Les autres coureurs pouvant prétendre à un résultat sont Romain Bardet (AG2R La Mondiale), Davide Formolo et Maximilian Schachmann (Bora-Hansgrohe), David Gaudu (Groupama-FDJ), Brandon McNulty (Rally UHC), Roman Kreuziger (Dimension Data) et Bauke Mollema (Trek-Segafredo). Peter Sagan (Bora-Hansgrohe) est de retour sur la course, six ans après une douzième place en 2013,.

## Équipes
| WorldTeams (18)- AG2R La Mondiale - Astana - Bahrain-Merida - Bora-hansgrohe - CCC Team - Deceuninck-Quick Step - Dimension Data - EF Education First - Groupama-FDJ - Team Jumbo-Visma - Lotto Soudal - Mitchelton-Scott - Movistar Team - Katusha-Alpecin - Sky - Team Sunweb - Trek-Segafredo - UAE Team Emirates Équipes continentales professionnelles (7)- Cofidis, Solutions Crédits - Euskadi Basque Country-Murias - Israel Cycling Academy - Rally UHC Cycling - Sport Vlaanderen-Baloise - Wallonie Bruxelles - Wanty-Groupe Gobert |
| |

## Déroulement de la course
En début de course, cinq hommes s'échappent. Ce groupe de fuyards se compose du Belge Kenneth Van Rooy (Sport Vlaanderen), du Néerlandais Koen Bouwman (Jumbo-Visma), du Luxembourgeois Tom Wirtgen (Wallonie Bruxelles) et des Américains Joseph Rosskopf (CCC) et Robin Carpenter (Rally UHC). L'avance maximale sur le peloton dépasse les cinq minutes.  Après la première ascension du Mur de Huy, Bouwman, Rosskopf et Carpenter lâchent Van Rooy et Wirtgen et, après la deuxième montée du Mur, Rosskopf est le dernier des échappés à être repris par le peloton (à 28 kilomètres de l'arrivée). Ensuite, le Polonais Tomasz Marczynski (Lotto Soudal) s'isole en tête. Il est rejoint par le Slovène Matej Mohorič (Bahrain Merida) mais les deux hommes sont repris par un peloton d'une trentaine d'unités qui se présente groupé au pied de l'ultime ascension du Mur de Huy. Le Danois Jakob Fuglsang (Astana) prend la tête du peloton aux 500 mètres et creuse un léger écart sur ses concurrents mais le Français Julian Alaphilippe (Deceuninck-Quick Step) revient progressivement sur lui et le dépasse à un peu plus de 100 mètres de la ligne d'arrivée pour remporter la course et  ainsi réaliser un doublé après sa victoire en 2018.

## Classements

### Classement de la course
| \| Classement général \| Classement général \| Classement général \| Classement général \| Classement général \| \| Coureur \| Coureur \| Pays \| Équipe \| Temps \| \| ------------------ \| --------------------- \| ------------------ \| --------------------- \| ------------------ \| \| 1er \| Julian Alaphilippe \| France \| Deceuninck-Quick Step \| 4 h 55 min 14 s \| \| 2e \| Jakob Fuglsang \| Danemark \| Astana \| + 0 s \| \| 3e \| Diego Ulissi \| Italie \| UAE Team Emirates \| + 6 s \| \| 4e \| Bjorg Lambrecht \| Belgique \| Lotto-Soudal \| + 8 s \| \| 5e \| Maximilian Schachmann \| Allemagne \| Bora-Hansgrohe \| + 8 s \| \| 6e \| Bauke Mollema \| Pays-Bas \| Trek-Segafredo \| + 8 s \| \| 7e \| Patrick Konrad \| Autriche \| Bora-Hansgrohe \| + 8 s \| \| 8e \| Michael Matthews \| Australie \| Team Sunweb \| + 8 s \| \| 9e \| Jelle Vanendert \| Belgique \| Lotto-Soudal \| + 11 s \| \| 10e \| Enrico Gasparotto \| Italie \| Dimension Data \| + 11 s \| |                       |           |                       |                 |
| |                       |           |                       |                 |
| Source : ProCyclingStats |                       |           |                       |                 |
| Classement général |                       |           |                       |                 |
| Coureur | Coureur               | Pays      | Équipe                | Temps           |
| 1er | Julian Alaphilippe    | France    | Deceuninck-Quick Step | 4 h 55 min 14 s |
| 2e | Jakob Fuglsang        | Danemark  | Astana                | + 0 s           |
| 3e | Diego Ulissi          | Italie    | UAE Team Emirates     | + 6 s           |
| 4e | Bjorg Lambrecht       | Belgique  | Lotto-Soudal          | + 8 s           |
| 5e | Maximilian Schachmann | Allemagne | Bora-Hansgrohe        | + 8 s           |
| 6e | Bauke Mollema         | Pays-Bas  | Trek-Segafredo        | + 8 s           |
| 7e | Patrick Konrad        | Autriche  | Bora-Hansgrohe        | + 8 s           |
| 8e | Michael Matthews      | Australie | Team Sunweb           | + 8 s           |
| 9e | Jelle Vanendert       | Belgique  | Lotto-Soudal          | + 11 s          |
| 10e | Enrico Gasparotto     | Italie    | Dimension Data        | + 11 s          |

### Classements UCI
La course attribue des points au Classement mondial UCI 2019 selon le barème suivant :
| Position           | 1er | 2e  | 3e  | 4e  | 5e  | 6e  | 7e  | 8e  | 9e | 10e | 11e | 12e | 13e | 14e | 15e | 16e à 20e | 21e à 30e | 31e à 50e | 51e à 55e | 56e à 60e |
| Classement général | 400 | 320 | 260 | 220 | 180 | 140 | 120 | 100 | 80 | 68  | 56  | 48  | 40  | 32  | 28  | 24        | 16        | 8         | 4         | 2         |

## Liste des participants
| Légende | Légende                                                                    | Légende | Légende                                                    |
| ------- | -------------------------------------------------------------------------- | ------- | ---------------------------------------------------------- |
| Num     | Dossard de départ porté par le coureur sur cette Flèche wallonne           | Pos     | Position à l'arrivée de la course                          |
|         | Indique un maillot de champion national ou mondial, suivi de sa spécialité | NP      | Indique un coureur qui n'a pas pris le départ de la course |
| AB      | Indique un coureur qui n'a pas terminé la course                           | HD      | Indique un coureur qui a terminé la course hors des délais |

| Deceuninck-Quick Step DQT | Deceuninck-Quick Step DQT | Deceuninck-Quick Step DQT |
| ------------------------- | ------------------------- | ------------------------- |
| Num                       | Coureur                   | Pos                       |
| 1                         | Julian Alaphilippe (FRA)  | 1er                       |
| 2                         | Rémi Cavagna (FRA)        | AB                        |
| 3                         | Dries Devenyns (BEL)      | 50e                       |
| 4                         | Mikkel Honoré (DEN)       | AB                        |
| 5                         | Enric Mas (ESP)           | 30e                       |
| 6                         | Pieter Serry (BEL)        | AB                        |
| 7                         | Petr Vakoč (CZE)          | 87e                       |

| Movistar Team MOV | Movistar Team MOV                | Movistar Team MOV |
| ----------------- | -------------------------------- | ----------------- |
| Num               | Coureur                          | Pos               |
| 11                | Alejandro Valverde (ESP) (route) | 11e               |
| 12                | Andrey Amador (CRC)              | 58e               |
| 14                | Carlos Betancur (COL)            | 33e               |
| 15                | Jaime Castrillo (ESP)            | AB                |
| 16                | Imanol Erviti (ESP)              | AB                |
| 17                | Carlos Verona (ESP)              | 43e               |
| 18                | Winner Anacona (COL)             | 56e               |

| Lotto-Soudal LTS | Lotto-Soudal LTS         | Lotto-Soudal LTS |
| ---------------- | ------------------------ | ---------------- |
| Num              | Coureur                  | Pos              |
| 21               | Jelle Vanendert (BEL)    | 9e               |
| 22               | Sander Armée (BEL)       | 71e              |
| 23               | Bjorg Lambrecht (BEL)    | 4e               |
| 24               | Tomasz Marczyński (POL)  | 47e              |
| 25               | Maxime Monfort (BEL)     | 64e              |
| 26               | Tosh Van der Sande (BEL) | 77e              |
| 27               | Tim Wellens (BEL)        | 17e              |

| Mitchelton-Scott MTS | Mitchelton-Scott MTS   | Mitchelton-Scott MTS |
| -------------------- | ---------------------- | -------------------- |
| Num                  | Coureur                | Pos                  |
| 31                   | Adam Yates (GBR)       | AB                   |
| 32                   | Michael Albasini (SUI) | AB                   |
| 33                   | Tsgabu Grmay (ETH)     | AB                   |
| 34                   | Damien Howson (AUS)    | 28e                  |
| 35                   | Daryl Impey (RSA)      | AB                   |
| 36                   | Nick Schultz (AUS)     | AB                   |
| 37                   | Dion Smith (NZL)       | AB                   |

| Team Sunweb SUN | Team Sunweb SUN           | Team Sunweb SUN |
| --------------- | ------------------------- | --------------- |
| Num             | Coureur                   | Pos             |
| 41              | Michael Matthews (AUS)    | 8e              |
| 42              | Jan Bakelants (BEL)       | 70e             |
| 43              | Johannes Fröhlinger (GER) | AB              |
| 44              | Lennard Kämna (GER)       | AB              |
| 45              | Nicolas Roche (IRL)       | 60e             |
| 46              | Florian Stork (GER)       | AB              |
| 47              | Louis Vervaeke (BEL)      | 82e             |

| Trek-Segafredo TFS | Trek-Segafredo TFS   | Trek-Segafredo TFS |
| ------------------ | -------------------- | ------------------ |
| Num                | Coureur              | Pos                |
| 51                 | Bauke Mollema (NED)  | 6e                 |
| 52                 | Julien Bernard (FRA) | 79e                |
| 53                 | Giulio Ciccone (ITA) | 25e                |
| 54                 | Nicola Conci (ITA)   | AB                 |
| 55                 | Fabio Felline (ITA)  | AB                 |
| 56                 | Michael Gogl (AUT)   | 69e                |
| 57                 | Toms Skujiņš (LAT)   | 62e                |

| AG2R La Mondiale ALM | AG2R La Mondiale ALM         | AG2R La Mondiale ALM |
| -------------------- | ---------------------------- | -------------------- |
| Num                  | Coureur                      | Pos                  |
| 61                   | Romain Bardet (FRA)          | 13e                  |
| 62                   | Mikaël Cherel (FRA)          | 37e                  |
| 63                   | Clément Chevrier (FRA)       | AB                   |
| 64                   | Benoît Cosnefroy (FRA)       | 12e                  |
| 65                   | Mathias Frank (SUI)          | 38e                  |
| 66                   | Aurélien Paret-Peintre (FRA) | 99e                  |
| 67                   | Lawrence Warbasse (USA)      | 51e                  |

| Bora-Hansgrohe BOH | Bora-Hansgrohe BOH          | Bora-Hansgrohe BOH |
| ------------------ | --------------------------- | ------------------ |
| Num                | Coureur                     | Pos                |
| 71                 | Peter Sagan (SVK)           | AB                 |
| 72                 | Cesare Benedetti (ITA)      | 78e                |
| 73                 | Davide Formolo (ITA)        | 27e                |
| 74                 | Patrick Konrad (AUT)        | 7e                 |
| 75                 | Jay McCarthy (AUS)          | 39e                |
| 76                 | Gregor Mühlberger (AUT)     | 83e                |
| 77                 | Maximilian Schachmann (GER) | 5e                 |

| Team Sky SKY | Team Sky SKY             | Team Sky SKY |
| ------------ | ------------------------ | ------------ |
| Num          | Coureur                  | Pos          |
| 81           | Michał Kwiatkowski (POL) | 16e          |
| 82           | David de la Cruz (ESP)   | AB           |
| 83           | Eddie Dunbar (IRL)       | AB           |
| 84           | Michał Gołaś (POL)       | AB           |
| 85           | Wout Poels (NED)         | 22e          |
| 86           | Diego Rosa (ITA)         | AB           |
| 87           | Dylan van Baarle (NED)   | 81e          |

| Dimension Data TDD | Dimension Data TDD               | Dimension Data TDD |
| ------------------ | -------------------------------- | ------------------ |
| Num                | Coureur                          | Pos                |
| 91                 | Roman Kreuziger (CZE)            | AB                 |
| 92                 | Enrico Gasparotto (ITA)          | 10e                |
| 93                 | Jacques Janse van Rensburg (RSA) | AB                 |
| 94                 | Benjamin King (USA)              | AB                 |
| 95                 | Tom-Jelte Slagter (NED)          | 48e                |
| 96                 | Jay Robert Thomson (RSA)         | AB                 |
| 97                 | Michael Valgren (DEN)            | 100e               |

| Groupama-FDJ GFC | Groupama-FDJ GFC            | Groupama-FDJ GFC |
| ---------------- | --------------------------- | ---------------- |
| Num              | Coureur                     | Pos              |
| 101              | David Gaudu (FRA)           | 46e              |
| 102              | Tobias Ludvigsson (SWE)     | 91e              |
| 103              | Valentin Madouas (FRA)      | 40e              |
| 104              | Rudy Molard (FRA)           | 19e              |
| 105              | Sébastien Reichenbach (SUI) | 36e              |
| 106              | Romain Seigle (FRA)         | 74e              |
| 107              | Léo Vincent (FRA)           | AB               |

| UAE Team Emirates UAD | UAE Team Emirates UAD | UAE Team Emirates UAD |
| --------------------- | --------------------- | --------------------- |
| Num                   | Coureur               | Pos                   |
| 111                   | Dan Martin (IRL)      | AB                    |
| 112                   | Rui Costa (POR)       | 26e                   |
| 113                   | Sergio Henao (COL)    | 20e                   |
| 114                   | Manuele Mori (ITA)    | AB                    |
| 115                   | Tadej Pogačar (SLO)   | 53e                   |
| 116                   | Rory Sutherland (AUS) | AB                    |
| 117                   | Diego Ulissi (ITA)    | 3e                    |

| Astana AST | Astana AST                    | Astana AST |
| ---------- | ----------------------------- | ---------- |
| Num        | Coureur                       | Pos        |
| 121        | Jakob Fuglsang (DEN)          | 2e         |
| 123        | Omar Fraile (ESP)             | 94e        |
| 124        | Gorka Izagirre (ESP) (route)  | 29e        |
| 125        | Alexey Lutsenko (KAZ) (route) | 31e        |
| 126        | Luis León Sánchez (ESP)       | 44e        |
| 127        | Davide Villella (ITA)         | 57e        |
| 128        | Ion Izagirre (ESP)            | AB         |

| Katusha-Alpecin TKA | Katusha-Alpecin TKA    | Katusha-Alpecin TKA |
| ------------------- | ---------------------- | ------------------- |
| Num                 | Coureur                | Pos                 |
| 131                 | Enrico Battaglin (ITA) | 84e                 |
| 132                 | Steff Cras (BEL)       | AB                  |
| 133                 | José Gonçalves (POR)   | 73e                 |
| 134                 | Ruben Guerreiro (POR)  | 90e                 |
| 135                 | Nathan Haas (AUS)      | 42e                 |
| 136                 | Willie Smit (RSA)      | AB                  |
| 137                 | Dmitri Strakhov (RUS)  | AB                  |

| Team Jumbo-Visma TJV | Team Jumbo-Visma TJV    | Team Jumbo-Visma TJV |
| -------------------- | ----------------------- | -------------------- |
| Num                  | Coureur                 | Pos                  |
| 141                  | Robert Gesink (NED)     | 52e                  |
| 142                  | Koen Bouwman (NED)      | 85e                  |
| 143                  | Laurens De Plus (BEL)   | 15e                  |
| 145                  | Lennard Hofstede (NED)  | AB                   |
| 146                  | Bert-Jan Lindeman (NED) | AB                   |
| 147                  | Paul Martens (GER)      | 80e                  |
| 149                  | Timo Roosen (NED)       | AB                   |

| Cofidis, Solutions Crédits COF | Cofidis, Solutions Crédits COF | Cofidis, Solutions Crédits COF |
| ------------------------------ | ------------------------------ | ------------------------------ |
| Num                            | Coureur                        | Pos                            |
| 151                            | Jesús Herrada (ESP)            | 24e                            |
| 153                            | Mathias Le Turnier (FRA)       | AB                             |
| 154                            | Luis Ángel Maté (ESP)          | 65e                            |
| 155                            | Anthony Perez (FRA)            | 59e                            |
| 156                            | Pierre-Luc Périchon (FRA)      | 88e                            |
| 157                            | Julien Simon (FRA)             | 72e                            |
| 158                            | Dimitri Claeys (BEL)           | AB                             |

| Bahrain-Merida TBM | Bahrain-Merida TBM          | Bahrain-Merida TBM |
| ------------------ | --------------------------- | ------------------ |
| Num                | Coureur                     | Pos                |
| 161                | Dylan Teuns (BEL)           | 14e                |
| 162                | Grega Bole (SLO)            | AB                 |
| 165                | Luka Pibernik (SLO)         | AB                 |
| 166                | Domenico Pozzovivo (ITA)    | AB                 |
| 167                | Matej Mohorič (SLO) (route) | 49e                |
| 168                | Damiano Caruso (ITA)        | 54e                |
| 169                | Heinrich Haussler (AUS)     | AB                 |

| EF Education First EF1 | EF Education First EF1 | EF Education First EF1 |
| ---------------------- | ---------------------- | ---------------------- |
| Num                    | Coureur                | Pos                    |
| 171                    | Michael Woods (CAN)    | 55e                    |
| 172                    | Sean Bennett (USA)     | 101e                   |
| 173                    | Nathan Brown (USA)     | 75e                    |
| 174                    | Simon Clarke (AUS)     | 23e                    |
| 175                    | Lawson Craddock (USA)  | AB                     |
| 176                    | Alex Howes (USA)       | AB                     |
| 179                    | James Whelan (AUS)     | AB                     |

| CCC Team CPT | CCC Team CPT               | CCC Team CPT |
| ------------ | -------------------------- | ------------ |
| Num          | Coureur                    | Pos          |
| 181          | Serge Pauwels (BEL)        | 34e          |
| 182          | William Barta (USA)        | AB           |
| 183          | Josef Černý (CZE)          | AB           |
| 184          | Alessandro De Marchi (ITA) | 21e          |
| 185          | Jonas Koch (GER)           | 86e          |
| 186          | Łukasz Owsian (POL)        | AB           |
| 187          | Joey Rosskopf (USA)        | 41e          |

| Rally UHC Cycling RLY | Rally UHC Cycling RLY | Rally UHC Cycling RLY |
| --------------------- | --------------------- | --------------------- |
| Num                   | Coureur               | Pos                   |
| 191                   | Brandon McNulty (USA) | AB                    |
| 192                   | Ryan Anderson (CAN)   | 95e                   |
| 193                   | Robin Carpenter (USA) | 89e                   |
| 194                   | Adam de Vos (CAN)     | AB                    |
| 195                   | Colin Joyce (USA)     | 93e                   |
| 196                   | Gavin Mannion (USA)   | AB                    |
| 197                   | Svein Tuft (CAN)      | AB                    |

| Sport Vlaanderen-Baloise SVB | Sport Vlaanderen-Baloise SVB | Sport Vlaanderen-Baloise SVB |
| ---------------------------- | ---------------------------- | ---------------------------- |
| Num                          | Coureur                      | Pos                          |
| 201                          | Dries Van Gestel (BEL)       | AB                           |
| 202                          | Kevin Deltombe (BEL)         | 67e                          |
| 203                          | Emiel Planckaert (BEL)       | AB                           |
| 204                          | Thomas Sprengers (BEL)       | 32e                          |
| 205                          | Mathias Van Gompel (BEL)     | AB                           |
| 206                          | Kenneth Van Rooy (BEL)       | AB                           |
| 207                          | Aaron Verwilst (BEL)         | 97e                          |

| Wanty-Gobert WGG | Wanty-Gobert WGG           | Wanty-Gobert WGG |
| ---------------- | -------------------------- | ---------------- |
| Num              | Coureur                    | Pos              |
| 211              | Guillaume Martin (FRA)     | 18e              |
| 212              | Bart De Clercq (BEL)       | AB               |
| 213              | Thomas Degand (BEL)        | 76e              |
| 214              | Fabien Doubey (FRA)        | 68e              |
| 215              | Odd Christian Eiking (NOR) | 66e              |
| 216              | Wesley Kreder (NED)        | AB               |
| 217              | Marco Minnaard (NED)       | 92e              |

| Israel Cycling Academy ICA | Israel Cycling Academy ICA | Israel Cycling Academy ICA |
| -------------------------- | -------------------------- | -------------------------- |
| Num                        | Coureur                    | Pos                        |
| 221                        | Ben Hermans (BEL)          | AB                         |
| 222                        | Awet Gebremedhin (ERI)     | AB                         |
| 223                        | Edwin Ávila (COL)          | AB                         |
| 226                        | August Jensen (NOR)        | 63e                        |
| 227                        | Daniel Turek (CZE)         | 96e                        |
| 228                        | Clément Carisey (FRA)      | AB                         |
| 229                        | Guy Sagiv (ISR)            | AB                         |

| Wallonie Bruxelles WVA | Wallonie Bruxelles WVA   | Wallonie Bruxelles WVA |
| ---------------------- | ------------------------ | ---------------------- |
| Num                    | Coureur                  | Pos                    |
| 231                    | Eliot Lietaer (BEL)      | 45e                    |
| 232                    | Kevyn Ista (BEL)         | AB                     |
| 233                    | Kenny Molly (BEL)        | AB                     |
| 234                    | Julien Mortier (BEL)     | AB                     |
| 235                    | Mathijs Paasschens (NED) | 98e                    |
| 236                    | Dimitri Peyskens (BEL)   | 35e                    |
| 237                    | Tom Wirtgen (LUX)        | 102e                   |

| Euskadi Basque Country-Murias EUS | Euskadi Basque Country-Murias EUS  | Euskadi Basque Country-Murias EUS |
| --------------------------------- | ---------------------------------- | --------------------------------- |
| Num                               | Coureur                            | Pos                               |
| 241                               | Óscar Rodríguez Garaicoechea (ESP) | AB                                |
| 242                               | Ander Barrenetxea (ESP)            | AB                                |
| 243                               | Cyril Barthe (FRA)                 | AB                                |
| 245                               | Mario González Salas (ESP)         | 61e                               |
| 246                               | Julen Irizar (ESP)                 | AB                                |
| 247                               | Héctor Sáez (ESP)                  | AB                                |
| 249                               | Sergio Rodríguez Reche (ESP)       | AB                                |

| Deceuninck-Quick Step DQT | Deceuninck-Quick Step DQT | Deceuninck-Quick Step DQT |
| ------------------------- | ------------------------- | ------------------------- |
| Num                       | Coureur                   | Pos                       |
| 1                         | Julian Alaphilippe (FRA)  | 1er                       |
| 2                         | Rémi Cavagna (FRA)        | AB                        |
| 3                         | Dries Devenyns (BEL)      | 50e                       |
| 4                         | Mikkel Honoré (DEN)       | AB                        |
| 5                         | Enric Mas (ESP)           | 30e                       |
| 6                         | Pieter Serry (BEL)        | AB                        |
| 7                         | Petr Vakoč (CZE)          | 87e                       |

| Movistar Team MOV | Movistar Team MOV                | Movistar Team MOV |
| ----------------- | -------------------------------- | ----------------- |
| Num               | Coureur                          | Pos               |
| 11                | Alejandro Valverde (ESP) (route) | 11e               |
| 12                | Andrey Amador (CRC)              | 58e               |
| 14                | Carlos Betancur (COL)            | 33e               |
| 15                | Jaime Castrillo (ESP)            | AB                |
| 16                | Imanol Erviti (ESP)              | AB                |
| 17                | Carlos Verona (ESP)              | 43e               |
| 18                | Winner Anacona (COL)             | 56e               |

| Lotto-Soudal LTS | Lotto-Soudal LTS         | Lotto-Soudal LTS |
| ---------------- | ------------------------ | ---------------- |
| Num              | Coureur                  | Pos              |
| 21               | Jelle Vanendert (BEL)    | 9e               |
| 22               | Sander Armée (BEL)       | 71e              |
| 23               | Bjorg Lambrecht (BEL)    | 4e               |
| 24               | Tomasz Marczyński (POL)  | 47e              |
| 25               | Maxime Monfort (BEL)     | 64e              |
| 26               | Tosh Van der Sande (BEL) | 77e              |
| 27               | Tim Wellens (BEL)        | 17e              |

| Mitchelton-Scott MTS | Mitchelton-Scott MTS   | Mitchelton-Scott MTS |
| -------------------- | ---------------------- | -------------------- |
| Num                  | Coureur                | Pos                  |
| 31                   | Adam Yates (GBR)       | AB                   |
| 32                   | Michael Albasini (SUI) | AB                   |
| 33                   | Tsgabu Grmay (ETH)     | AB                   |
| 34                   | Damien Howson (AUS)    | 28e                  |
| 35                   | Daryl Impey (RSA)      | AB                   |
| 36                   | Nick Schultz (AUS)     | AB                   |
| 37                   | Dion Smith (NZL)       | AB                   |

| Team Sunweb SUN | Team Sunweb SUN           | Team Sunweb SUN |
| --------------- | ------------------------- | --------------- |
| Num             | Coureur                   | Pos             |
| 41              | Michael Matthews (AUS)    | 8e              |
| 42              | Jan Bakelants (BEL)       | 70e             |
| 43              | Johannes Fröhlinger (GER) | AB              |
| 44              | Lennard Kämna (GER)       | AB              |
| 45              | Nicolas Roche (IRL)       | 60e             |
| 46              | Florian Stork (GER)       | AB              |
| 47              | Louis Vervaeke (BEL)      | 82e             |

| Trek-Segafredo TFS | Trek-Segafredo TFS   | Trek-Segafredo TFS |
| ------------------ | -------------------- | ------------------ |
| Num                | Coureur              | Pos                |
| 51                 | Bauke Mollema (NED)  | 6e                 |
| 52                 | Julien Bernard (FRA) | 79e                |
| 53                 | Giulio Ciccone (ITA) | 25e                |
| 54                 | Nicola Conci (ITA)   | AB                 |
| 55                 | Fabio Felline (ITA)  | AB                 |
| 56                 | Michael Gogl (AUT)   | 69e                |
| 57                 | Toms Skujiņš (LAT)   | 62e                |

| AG2R La Mondiale ALM | AG2R La Mondiale ALM         | AG2R La Mondiale ALM |
| -------------------- | ---------------------------- | -------------------- |
| Num                  | Coureur                      | Pos                  |
| 61                   | Romain Bardet (FRA)          | 13e                  |
| 62                   | Mikaël Cherel (FRA)          | 37e                  |
| 63                   | Clément Chevrier (FRA)       | AB                   |
| 64                   | Benoît Cosnefroy (FRA)       | 12e                  |
| 65                   | Mathias Frank (SUI)          | 38e                  |
| 66                   | Aurélien Paret-Peintre (FRA) | 99e                  |
| 67                   | Lawrence Warbasse (USA)      | 51e                  |

| Bora-Hansgrohe BOH | Bora-Hansgrohe BOH          | Bora-Hansgrohe BOH |
| ------------------ | --------------------------- | ------------------ |
| Num                | Coureur                     | Pos                |
| 71                 | Peter Sagan (SVK)           | AB                 |
| 72                 | Cesare Benedetti (ITA)      | 78e                |
| 73                 | Davide Formolo (ITA)        | 27e                |
| 74                 | Patrick Konrad (AUT)        | 7e                 |
| 75                 | Jay McCarthy (AUS)          | 39e                |
| 76                 | Gregor Mühlberger (AUT)     | 83e                |
| 77                 | Maximilian Schachmann (GER) | 5e                 |

| Team Sky SKY | Team Sky SKY             | Team Sky SKY |
| ------------ | ------------------------ | ------------ |
| Num          | Coureur                  | Pos          |
| 81           | Michał Kwiatkowski (POL) | 16e          |
| 82           | David de la Cruz (ESP)   | AB           |
| 83           | Eddie Dunbar (IRL)       | AB           |
| 84           | Michał Gołaś (POL)       | AB           |
| 85           | Wout Poels (NED)         | 22e          |
| 86           | Diego Rosa (ITA)         | AB           |
| 87           | Dylan van Baarle (NED)   | 81e          |

| Dimension Data TDD | Dimension Data TDD               | Dimension Data TDD |
| ------------------ | -------------------------------- | ------------------ |
| Num                | Coureur                          | Pos                |
| 91                 | Roman Kreuziger (CZE)            | AB                 |
| 92                 | Enrico Gasparotto (ITA)          | 10e                |
| 93                 | Jacques Janse van Rensburg (RSA) | AB                 |
| 94                 | Benjamin King (USA)              | AB                 |
| 95                 | Tom-Jelte Slagter (NED)          | 48e                |
| 96                 | Jay Robert Thomson (RSA)         | AB                 |
| 97                 | Michael Valgren (DEN)            | 100e               |

| Groupama-FDJ GFC | Groupama-FDJ GFC            | Groupama-FDJ GFC |
| ---------------- | --------------------------- | ---------------- |
| Num              | Coureur                     | Pos              |
| 101              | David Gaudu (FRA)           | 46e              |
| 102              | Tobias Ludvigsson (SWE)     | 91e              |
| 103              | Valentin Madouas (FRA)      | 40e              |
| 104              | Rudy Molard (FRA)           | 19e              |
| 105              | Sébastien Reichenbach (SUI) | 36e              |
| 106              | Romain Seigle (FRA)         | 74e              |
| 107              | Léo Vincent (FRA)           | AB               |

| UAE Team Emirates UAD | UAE Team Emirates UAD | UAE Team Emirates UAD |
| --------------------- | --------------------- | --------------------- |
| Num                   | Coureur               | Pos                   |
| 111                   | Dan Martin (IRL)      | AB                    |
| 112                   | Rui Costa (POR)       | 26e                   |
| 113                   | Sergio Henao (COL)    | 20e                   |
| 114                   | Manuele Mori (ITA)    | AB                    |
| 115                   | Tadej Pogačar (SLO)   | 53e                   |
| 116                   | Rory Sutherland (AUS) | AB                    |
| 117                   | Diego Ulissi (ITA)    | 3e                    |

| Astana AST | Astana AST                    | Astana AST |
| ---------- | ----------------------------- | ---------- |
| Num        | Coureur                       | Pos        |
| 121        | Jakob Fuglsang (DEN)          | 2e         |
| 123        | Omar Fraile (ESP)             | 94e        |
| 124        | Gorka Izagirre (ESP) (route)  | 29e        |
| 125        | Alexey Lutsenko (KAZ) (route) | 31e        |
| 126        | Luis León Sánchez (ESP)       | 44e        |
| 127        | Davide Villella (ITA)         | 57e        |
| 128        | Ion Izagirre (ESP)            | AB         |

| Katusha-Alpecin TKA | Katusha-Alpecin TKA    | Katusha-Alpecin TKA |
| ------------------- | ---------------------- | ------------------- |
| Num                 | Coureur                | Pos                 |
| 131                 | Enrico Battaglin (ITA) | 84e                 |
| 132                 | Steff Cras (BEL)       | AB                  |
| 133                 | José Gonçalves (POR)   | 73e                 |
| 134                 | Ruben Guerreiro (POR)  | 90e                 |
| 135                 | Nathan Haas (AUS)      | 42e                 |
| 136                 | Willie Smit (RSA)      | AB                  |
| 137                 | Dmitri Strakhov (RUS)  | AB                  |

| Team Jumbo-Visma TJV | Team Jumbo-Visma TJV    | Team Jumbo-Visma TJV |
| -------------------- | ----------------------- | -------------------- |
| Num                  | Coureur                 | Pos                  |
| 141                  | Robert Gesink (NED)     | 52e                  |
| 142                  | Koen Bouwman (NED)      | 85e                  |
| 143                  | Laurens De Plus (BEL)   | 15e                  |
| 145                  | Lennard Hofstede (NED)  | AB                   |
| 146                  | Bert-Jan Lindeman (NED) | AB                   |
| 147                  | Paul Martens (GER)      | 80e                  |
| 149                  | Timo Roosen (NED)       | AB                   |

| Cofidis, Solutions Crédits COF | Cofidis, Solutions Crédits COF | Cofidis, Solutions Crédits COF |
| ------------------------------ | ------------------------------ | ------------------------------ |
| Num                            | Coureur                        | Pos                            |
| 151                            | Jesús Herrada (ESP)            | 24e                            |
| 153                            | Mathias Le Turnier (FRA)       | AB                             |
| 154                            | Luis Ángel Maté (ESP)          | 65e                            |
| 155                            | Anthony Perez (FRA)            | 59e                            |
| 156                            | Pierre-Luc Périchon (FRA)      | 88e                            |
| 157                            | Julien Simon (FRA)             | 72e                            |
| 158                            | Dimitri Claeys (BEL)           | AB                             |

| Bahrain-Merida TBM | Bahrain-Merida TBM          | Bahrain-Merida TBM |
| ------------------ | --------------------------- | ------------------ |
| Num                | Coureur                     | Pos                |
| 161                | Dylan Teuns (BEL)           | 14e                |
| 162                | Grega Bole (SLO)            | AB                 |
| 165                | Luka Pibernik (SLO)         | AB                 |
| 166                | Domenico Pozzovivo (ITA)    | AB                 |
| 167                | Matej Mohorič (SLO) (route) | 49e                |
| 168                | Damiano Caruso (ITA)        | 54e                |
| 169                | Heinrich Haussler (AUS)     | AB                 |

| EF Education First EF1 | EF Education First EF1 | EF Education First EF1 |
| ---------------------- | ---------------------- | ---------------------- |
| Num                    | Coureur                | Pos                    |
| 171                    | Michael Woods (CAN)    | 55e                    |
| 172                    | Sean Bennett (USA)     | 101e                   |
| 173                    | Nathan Brown (USA)     | 75e                    |
| 174                    | Simon Clarke (AUS)     | 23e                    |
| 175                    | Lawson Craddock (USA)  | AB                     |
| 176                    | Alex Howes (USA)       | AB                     |
| 179                    | James Whelan (AUS)     | AB                     |

| CCC Team CPT | CCC Team CPT               | CCC Team CPT |
| ------------ | -------------------------- | ------------ |
| Num          | Coureur                    | Pos          |
| 181          | Serge Pauwels (BEL)        | 34e          |
| 182          | William Barta (USA)        | AB           |
| 183          | Josef Černý (CZE)          | AB           |
| 184          | Alessandro De Marchi (ITA) | 21e          |
| 185          | Jonas Koch (GER)           | 86e          |
| 186          | Łukasz Owsian (POL)        | AB           |
| 187          | Joey Rosskopf (USA)        | 41e          |

| Rally UHC Cycling RLY | Rally UHC Cycling RLY | Rally UHC Cycling RLY |
| --------------------- | --------------------- | --------------------- |
| Num                   | Coureur               | Pos                   |
| 191                   | Brandon McNulty (USA) | AB                    |
| 192                   | Ryan Anderson (CAN)   | 95e                   |
| 193                   | Robin Carpenter (USA) | 89e                   |
| 194                   | Adam de Vos (CAN)     | AB                    |
| 195                   | Colin Joyce (USA)     | 93e                   |
| 196                   | Gavin Mannion (USA)   | AB                    |
| 197                   | Svein Tuft (CAN)      | AB                    |

| Sport Vlaanderen-Baloise SVB | Sport Vlaanderen-Baloise SVB | Sport Vlaanderen-Baloise SVB |
| ---------------------------- | ---------------------------- | ---------------------------- |
| Num                          | Coureur                      | Pos                          |
| 201                          | Dries Van Gestel (BEL)       | AB                           |
| 202                          | Kevin Deltombe (BEL)         | 67e                          |
| 203                          | Emiel Planckaert (BEL)       | AB                           |
| 204                          | Thomas Sprengers (BEL)       | 32e                          |
| 205                          | Mathias Van Gompel (BEL)     | AB                           |
| 206                          | Kenneth Van Rooy (BEL)       | AB                           |
| 207                          | Aaron Verwilst (BEL)         | 97e                          |

| Wanty-Gobert WGG | Wanty-Gobert WGG           | Wanty-Gobert WGG |
| ---------------- | -------------------------- | ---------------- |
| Num              | Coureur                    | Pos              |
| 211              | Guillaume Martin (FRA)     | 18e              |
| 212              | Bart De Clercq (BEL)       | AB               |
| 213              | Thomas Degand (BEL)        | 76e              |
| 214              | Fabien Doubey (FRA)        | 68e              |
| 215              | Odd Christian Eiking (NOR) | 66e              |
| 216              | Wesley Kreder (NED)        | AB               |
| 217              | Marco Minnaard (NED)       | 92e              |

| Israel Cycling Academy ICA | Israel Cycling Academy ICA | Israel Cycling Academy ICA |
| -------------------------- | -------------------------- | -------------------------- |
| Num                        | Coureur                    | Pos                        |
| 221                        | Ben Hermans (BEL)          | AB                         |
| 222                        | Awet Gebremedhin (ERI)     | AB                         |
| 223                        | Edwin Ávila (COL)          | AB                         |
| 226                        | August Jensen (NOR)        | 63e                        |
| 227                        | Daniel Turek (CZE)         | 96e                        |
| 228                        | Clément Carisey (FRA)      | AB                         |
| 229                        | Guy Sagiv (ISR)            | AB                         |

| Wallonie Bruxelles WVA | Wallonie Bruxelles WVA   | Wallonie Bruxelles WVA |
| ---------------------- | ------------------------ | ---------------------- |
| Num                    | Coureur                  | Pos                    |
| 231                    | Eliot Lietaer (BEL)      | 45e                    |
| 232                    | Kevyn Ista (BEL)         | AB                     |
| 233                    | Kenny Molly (BEL)        | AB                     |
| 234                    | Julien Mortier (BEL)     | AB                     |
| 235                    | Mathijs Paasschens (NED) | 98e                    |
| 236                    | Dimitri Peyskens (BEL)   | 35e                    |
| 237                    | Tom Wirtgen (LUX)        | 102e                   |

| Euskadi Basque Country-Murias EUS | Euskadi Basque Country-Murias EUS  | Euskadi Basque Country-Murias EUS |
| --------------------------------- | ---------------------------------- | --------------------------------- |
| Num                               | Coureur                            | Pos                               |
| 241                               | Óscar Rodríguez Garaicoechea (ESP) | AB                                |
| 242                               | Ander Barrenetxea (ESP)            | AB                                |
| 243                               | Cyril Barthe (FRA)                 | AB                                |
| 245                               | Mario González Salas (ESP)         | 61e                               |
| 246                               | Julen Irizar (ESP)                 | AB                                |
| 247                               | Héctor Sáez (ESP)                  | AB                                |
| 249                               | Sergio Rodríguez Reche (ESP)       | AB                                |